# Anders Hansson (myntmästare)
Anders Hansson, död 1536, var en svensk myntmästare i Västerås. Han medverkade i krutkonspirationen mot Gustav Vasa och tog i samband med den sitt liv.